# 안드로이드 개발자 랩
안드로이드 개발자 랩은 구글이 매년 전 세계에서 개최하는 모바일 소프트웨어 개발 중심 행사이다. 이 행사에는 부트캠프와 안드로이드에 초점을 맞춘 기술 세션이 포함되며, 참가자들에게 안드로이드 플랫폼의 현황을 파악하고, 최신 SDK를 직접 사용해 보고, 최신 샘플 안드로이드 기기에서 애플리케이션을 테스트하며, 안드로이드 팀의 구글 엔지니어들에게 질문하고, 지역 안드로이드 개발자 커뮤니티의 다른 같은 생각을 가진 구성원들을 만날 수 있는 훌륭한 기회를 제공한다.
부트캠프는 구글 엔지니어가 안드로이드 SDK 설치부터 안드로이드 애플리케이션 제작까지 안드로이드 개발을 시작하는 방법을 참석자들에게 보여주는 실습 교육 경험이다.
기술 세션은 구글 엔지니어가 주요 안드로이드 기능에 대해 설명하고 개발자들에게 고품질 애플리케이션을 만들기 위해 이러한 기능을 효과적으로 사용하는 방법을 보여주는 프레젠테이션이다.

## 설명
ADL은 개발자들이 안드로이드용 고품질 휴대폰 및 태블릿 앱을 구축하기 위한 모범 사례를 안내한다. ADL은 최신 안드로이드 기술, 마켓 클라우드 서비스, 세련되고 몰입감 있는 사용자 경험 설계, 단일 코드 기반으로 휴대폰 및 태블릿용 풍부한 앱 구축을 다룰 것이다. 안드로이드 지지자들은 전 세계 여러 지역으로 순회 방문을 떠날 것이다! 안드로이드 플랫폼의 현황에 대해 듣고, 최신 버전의 SDK를 직접 사용해 보고, 같은 생각을 가진 안드로이드 엔지니어들을 만나고, 최신 안드로이드 기기로 플레이하고, 앱을 테스트하고, 안드로이드 팀원들에게 직접 질문할 수 있다.

## 역사

### 2007
- 안드로이드 SDK는 2007년 11월 16일에 출시되었다. 개발자들이 안드로이드용 앱을 구축, 테스트 및 디버그하는 데 필요한 API 라이브러리 및 개발 도구를 처음으로 사용할 수 있게 되었다.

### 2008
- 안드로이드 개발자 챌린지는 2008년 1월 3일부터 개발자 제출물을 접수하기 시작했다.
- 안드로이드 팀은 2008년 9월 23일에 완전히 새로운 안드로이드 1.0 SDK, 릴리스 1을 발표했다.
- 안드로이드 팀과 핸드셋 얼라이언스 파트너들은 2008년 10월 21일에 안드로이드용 소스 코드를 출시했다.

### 2009
- 안드로이드 팀은 안드로이드 SDK가 이제 동기화, 블루투스 및 기타 몇 가지 영역에 대한 새로운 개발자 API를 제공하는 안드로이드 2.0, 에클레어를 지원한다고 발표했다.
- 안드로이드 팀은 캘리포니아주 마운틴뷰 - 11월 9일, 뉴욕주 뉴욕 - 11월 16일, 영국 런던 - 11월 17일, 일본 도쿄 - 11월 18일, 대만 타이베이 - 11월 20일에 일련의 종일 안드로이드 개발자 랩을 개최했다.

### 2010
- 안드로이드 팀은 북미, 오스틴, 텍사스주 – 2월 4일, 시애틀, 워싱턴주 – 2월 8일, 워털루, 온타리오, 캐나다 – 2월 8일, 워싱턴 D.C. – 2월 9일, 마운틴뷰, 캘리포니아주 – 2월 10일, 케임브리지, 매사추세츠주 – 2월 11일, 뉴욕, 뉴욕주 – 2월 12일, 유럽, 런던, 영국 – 2월 2일, 파리, 프랑스 – 2월 8일, 베를린 독일 – 2월 10일, 취리히, 스위스 – 2월 12일, 마드리드, 스페인 – 2월 13일, 아시아, 싱가포르 – 2월 28일, 타이베이, 대만 – 3월 3일, 홍콩 – 3월 5일을 포함한 도시에서 세계 투어를 시작하고 있다.

### 2011
- 안드로이드 팀은 안드로이드 3.0의 전체 SDK를 개발자들이 사용할 수 있게 되었다고 발표했다.
- 안드로이드 팀은 휴대폰, 태블릿 등에서 세련되고 통합된 사용자 경험을 제공하는 새로운 플랫폼 버전인 안드로이드 4.0, 아이스크림 샌드위치를 발표했다.
- 안드로이드 팀은 방갈로르 – 8월 2일, 시애틀 – 8월 15일 및 16일, 뉴욕 – 8월 23일 및 24일, 로스앤젤레스 – 9월 2일, 베를린 – 9월 28일 및 29일, 런던 – 10월 3일 및 5일, 파리 – 10월 27일 및 28일에 일련의 종일 안드로이드 개발자 랩을 개최했다.

### 2012
- 안드로이드 팀은 멜버른 – 1월 31일, 시드니 – 2월 3일, 오클랜드 – 2월 8일에 안드로이드 개발자 랩을 개최할 예정이다.
- 안드로이드 팀은 2012년 6월 27일에 최신 버전의 안드로이드 플랫폼인 안드로이드 4.1 젤리빈을 발표했다.

## 사전 요구 사항
- Eclipse&Android SDK (API 15)가 설치 및 구성된 노트북.
- 디버깅용 안드로이드 기기 – 휴대폰, 태블릿 또는 둘 다 가능
- 안드로이드 기본 사항에 대한 확실한 이해 – 액티비티, 레이아웃, 앱 라이프사이클 등.

## 구조
안드로이드 개발자 랩은 부트캠프와 기술 세션으로 구성된다.
- 부트캠프는 숙련된 구글 엔지니어가 참석자들에게 기기 설정부터 SDK 다운로드, 몇 가지 간단한 애플리케이션 생성까지 안드로이드 개발을 시작하는 방법을 보여주는 실습 교육 경험이다.
- 기술 세션은 구글 엔지니어가 주요 안드로이드 기능에 대해 설명하고 개발자들에게 훌륭한 애플리케이션을 만들기 위해 이러한 기능을 효과적으로 사용하는 방법을 보여주는 프레젠테이션이다. 모든 세션은 영어로 진행된다.
- 참고: 안드로이드 개발자 랩 브라질은 부트캠프만 진행하고 기술 세션은 진행하지 않는다. 아르헨티나 안드로이드 개발자 랩의 경우, 기술 세션은 데브페스트(DevFest) 내에서 진행될 것이다. ADL 아르헨티나 등록 시 데브페스트에서 안드로이드 기술 세션에 등록할 수 있는 옵션이 제공될 것이다.

## 서비스
안드로이드 개발자 랩의 랩 세션은 일반적으로 10월에서 11월 사이에 전 세계 여러 지역에서 개최된다. 날짜 및 장소 목록은 홈페이지에 나와 있다. 대부분의 장소는 하루만 제공되며 공간이 제한되어 있다. 각 랩 세션의 일정은 장소에 따라 다르지만, 일반적으로 랩 세션은 4~6시간 동안 진행된다. 세부 사항은 행사 전에 참석자들에게 이메일로 발송될 것이다. 각 랩 세션의 정확한 일정은 장소와 연사의 가용성에 따라 달라진다. 그러나 안드로이드 개발자 랩은 다음과 같은 절차를 따를 것이다. 먼저 구글 안드로이드 팀원들이 안드로이드 디자인의 기본, 스타일 및 패턴에 대해 발표할 것이다. 다음으로 안드로이드 개발자 랩은 안드로이드 빔 및 와이파이 다이렉트와 같은 안드로이드의 새로운 기능을 선보일 것이다. 최신 안드로이드 SDK를 직접 사용할 시간이 있을 것이다. 사람들은 많은 샘플 기기에서 애플리케이션을 가지고 놀고 테스트할 기회를 가질 것이다. 또한 안드로이드 전문가들에게 질문을 하고, 지역 안드로이드 소프트웨어 개발 커뮤니티의 다른 같은 생각을 가진 구성원들을 만날 기회도 가질 것이다. 마지막 부분은 코드 랩으로, 개발자들에게 프래그먼트를 소개하고 프래그먼트를 활용하여 애플리케이션의 유연성을 높이는 것을 목표로 한다.

## 개최 기록
현재까지 총 4회 개최되었다.
- 안드로이드 개발자 랩 2009: 11월 9일 미국 캘리포니아주 마운틴뷰, 11월 16일 미국 뉴욕주 뉴욕, 11월 17일 영국 런던, 11월 18일 일본 도쿄, 11월 20일 대만 타이베이.[6]
- 안드로이드 개발자 랩 2010: 2월 4일 미국 텍사스주 오스틴, 2월 8일 미국 워싱턴주 시애틀, 2월 8일 캐나다 온타리오주 워털루, 2월 9일 미국 워싱턴 D.C., 2월 10일 미국 캘리포니아주 마운틴뷰, 2월 11일 미국 매사추세츠주 케임브리지, 2월 12일 미국 뉴욕주 뉴욕, 2월 2일 영국 런던, 2월 8일 프랑스 파리, 2월 10일 독일 베를린, 2월 12일 스위스 취리히, 2월 13일 스페인 마드리드, 2월 17일 스페인 바르셀로나, 2월 28일 싱가포르, 3월 3일 대만 타이베이, 3월 5일 홍콩, 10월 28일 브라질 상파울루, 11월 1일 아르헨티나 부에노스아이레스, 11월 4일 칠레 산티아고.[7]
- 안드로이드 개발자 랩 2011: 8월 2일 인도 방갈로르, 8월 15일 및 16일 미국 워싱턴주 시애틀, 8월 23일 및 24일 미국 뉴욕주 뉴욕, 9월 2일 미국 캘리포니아주 로스앤젤레스, 9월 28일 및 29일 독일 베를린, 10월 3일 및 5일 영국 런던, 10월 27일 및 28일 프랑스 파리, 12월 2일 대만 타이베이, 12월 6일 홍콩.[8][9][10]
- 안드로이드 개발자 랩 2012: 1월 31일 호주 멜버른, 2월 3일 호주 시드니, 2월 8일 뉴질랜드 오클랜드.

## 같이 보기
- 구글 I/O
- AtGoogleTalks
- 구글 개발자의 날
- 안드로이드 개발자의 날